# Prepolje
Prepolje este o localitate din comuna Starše, Slovenia, cu o populație de 543 de locuitori.